# Drugi rząd Marka Belki
Drugi rząd Marka Belki – Rada Ministrów kierowana przez premiera Marka Belkę.
Drugi rząd Marka Belki został powołany przez prezydenta RP Aleksandra Kwaśniewskiego 11 czerwca 2004 po pierwszej nieudanej próbie stworzenia przez niego rządu 2 maja 2004. W pierwszym konstytucyjnym kroku premier nie uzyskał wotum zaufania, w drugim kroku Sejm nie zgłosił swojego kandydata na premiera, w trzecim ostatnim, prezydent Aleksander Kwaśniewski ponownie powierzył urząd premiera Markowi Belce. Jedyną zmianą personalną w stosunku do poprzedniego składu była nominacja Mariana Czakańskiego na stanowisko ministra zdrowia. Podobnie jak pierwszy gabinet Marka Belki, drugi był rządem mniejszościowym.
Sejm udzielił wotum zaufania rządowi po wygłoszeniu exposé przez premiera 24 czerwca 2004. Wniosek poparły kluby Sojuszu Lewicy Demokratycznej, Socjaldemokracji Polskiej i Unii Pracy, Federacyjny Klub Parlamentarny oraz niemal wszyscy posłowie niezrzeszeni (w liczbie 16). Przeciw opowiedziały się kluby Platformy Obywatelskiej, Prawa i Sprawiedliwości, Polskiego Stronnictwa Ludowego, Samoobrony Rzeczpospolitej Polskiej i Ligi Polskich Rodzin, koło Stronnictwo Konserwatywno-Ludowe (z wyjątkiem lidera, który był za), a także koła Ruchu Katolicko-Narodowego, Domu Ojczystego, Polskiego Bloku Ludowego, Porozumienia Polskiego i Ruchu Odbudowy Polski.
15 października 2004 Sejm ponownie udzielił rządowi wotum zaufania. Wyniki głosowania były podobne, jak za pierwszym razem. Po decyzji Sejmu z 5 maja 2005 o nieskracaniu kadencji, następnego dnia premier Marek Belka wraz z rządem podał się do dymisji, jednak prezydent Aleksander Kwaśniewski dymisji nie przyjął. W sierpniu, w związku z odejściem premiera z SLD i jego poparciem dla Partii Demokratycznej, Sojusz wycofał poparcie dla rządu Marka Belki. Rząd podał się do dymisji 19 października 2005, na pierwszym posiedzeniu nowo wybranego Sejmu V kadencji.

## Wotum zaufania 24 czerwca 2004
| Klub/koło                                       | Klub/koło                        | Głosowanie | Głosowanie     | Głosowanie | Nieobecni |
| Klub/koło                                       | Klub/koło                        | Za         | Wstrzymali się | Przeciw    | Nieobecni |
| ----------------------------------------------- | -------------------------------- | ---------- | -------------- | ---------- | --------- |
|                                                 | Sojusz Lewicy Demokratycznej     | 156        | 0              | 0          | 1         |
|                                                 | Platforma Obywatelska            | 0          | 0              | 55         | 0         |
|                                                 | Prawo i Sprawiedliwość           | 0          | 0              | 43         | 0         |
|                                                 | Polskie Stronnictwo Ludowe       | 0          | 1              | 36         | 1         |
|                                                 | Socjaldemokracja Polska          | 33         | 0              | 0          | 0         |
|                                                 | Samoobrona RP                    | 0          | 0              | 31         | 0         |
|                                                 | Liga Polskich Rodzin             | 0          | 0              | 24         | 1         |
|                                                 | Posłowie niezrzeszeni            | 16         | 0              | 2          | 1         |
|                                                 | Federacyjny Klub Parlamentarny   | 15         | 0              | 0          | 2         |
|                                                 | Unia Pracy                       | 15         | 0              | 0          | 0         |
|                                                 | Stronnictwo Konserwatywno-Ludowe | 1          | 0              | 6          | 1         |
|                                                 | Ruch Katolicko-Narodowy          | 0          | 0              | 5          | 0         |
|                                                 | Dom Ojczysty                     | 0          | 0              | 4          | 0         |
|                                                 | Polski Blok Ludowy               | 0          | 0              | 3          | 0         |
|                                                 | Porozumienie Polskie             | 0          | 0              | 3          | 0         |
|                                                 | Ruch Odbudowy Polski             | 0          | 0              | 3          | 0         |
| ŁĄCZNIE                                         | ŁĄCZNIE                          | 236        | 1              | 215        | 7         |
| Większość zwykła: 216, wotum zaufania udzielono |                                  |            |                |            |           |

## Wotum zaufania 15 października 2004
| Klub/koło                                       | Klub/koło                        | Głosowanie | Głosowanie     | Głosowanie | Nieobecni |
| Klub/koło                                       | Klub/koło                        | Za         | Wstrzymali się | Przeciw    | Nieobecni |
| ----------------------------------------------- | -------------------------------- | ---------- | -------------- | ---------- | --------- |
|                                                 | Sojusz Lewicy Demokratycznej     | 156        | 0              | 0          | 1         |
|                                                 | Platforma Obywatelska            | 0          | 0              | 56         | 0         |
|                                                 | Prawo i Sprawiedliwość           | 0          | 0              | 44         | 0         |
|                                                 | Polskie Stronnictwo Ludowe       | 0          | 0              | 37         | 3         |
|                                                 | Socjaldemokracja Polska          | 33         | 0              | 0          | 0         |
|                                                 | Samoobrona RP                    | 0          | 0              | 29         | 2         |
|                                                 | Liga Polskich Rodzin             | 0          | 0              | 25         | 0         |
|                                                 | Posłowie niezrzeszeni            | 18         | 0              | 4          | 2         |
|                                                 | Unia Pracy                       | 15         | 0              | 0          | 0         |
|                                                 | Partia Ludowo-Demokratyczna      | 11         | 0              | 0          | 0         |
|                                                 | Stronnictwo Konserwatywno-Ludowe | 1          | 0              | 5          | 0         |
|                                                 | Ruch Katolicko-Narodowy          | 0          | 0              | 5          | 0         |
|                                                 | Dom Ojczysty                     | 0          | 0              | 4          | 0         |
|                                                 | Polski Blok Ludowy               | 0          | 0              | 3          | 0         |
|                                                 | Porozumienie Polskie             | 0          | 0              | 3          | 0         |
|                                                 | Ruch Odbudowy Polski             | 0          | 0              | 3          | 0         |
| ŁĄCZNIE                                         | ŁĄCZNIE                          | 234        | 0              | 218        | 8         |
| Większość zwykła: 227, wotum zaufania udzielono |                                  |            |                |            |           |

## Druga Rada Ministrów Marka Belki (2004–2005)
| Funkcja                                         | Imię i nazwisko         | Imię i nazwisko               | Czas pełnienia funkcji    | Czas pełnienia funkcji    |
| Funkcja                                         | Imię i nazwisko         | Imię i nazwisko               | Od                        | Do                        |
| ----------------------------------------------- | ----------------------- | ----------------------------- | ------------------------- | ------------------------- |
| Prezes Rady Ministrów                           |                         | Marek Belka                   | 11 czerwca 2004(dts)      | 31 października 2005(dts) |
| Przewodniczący Komitetu Integracji Europejskiej | 11 czerwca 2004(dts)    | Marek Belka                   | 31 października 2005(dts) |                           |
| Minister sportu                                 | 1 września 2005(dts)    | Marek Belka                   | 31 października 2005(dts) |                           |
| Wiceprezes Rady Ministrów                       | Jerzy Hausner           | 11 czerwca 2004(dts)          | 31 marca 2005(dts)        |                           |
| Minister gospodarki i pracy                     | Jerzy Hausner           | 11 czerwca 2004(dts)          | 31 marca 2005(dts)        |                           |
| Wiceprezes Rady Ministrów                       |                         | Izabela Jaruga-Nowacka (UL)   | 11 czerwca 2004(dts)      | 31 października 2005(dts) |
| Minister-członek Rady Ministrów                 | 11 czerwca 2004(dts)    | Izabela Jaruga-Nowacka (UL)   | 24 listopada 2004(dts)    |                           |
| Minister polityki społecznej                    | 24 listopada 2004(dts)  | Izabela Jaruga-Nowacka (UL)   | 31 października 2005(dts) |                           |
| Minister spraw zagranicznych                    |                         | Włodzimierz Cimoszewicz (SLD) | 11 czerwca 2004(dts)      | 5 stycznia 2005(dts)      |
| Minister-członek Rady Ministrów                 | Sławomir Cytrycki (SLD) | 11 czerwca 2004(dts)          | 31 października 2005(dts) |                           |
| Minister zdrowia                                |                         | Marian Czakański              | 11 czerwca 2004(dts)      | 15 lipca 2004(dts)        |
| Minister kultury                                | Waldemar Dąbrowski      | 11 czerwca 2004(dts)          | 31 października 2005(dts) |                           |
| Minister spraw wewnętrznych i administracji     |                         | Ryszard Kalisz (SLD)          | 11 czerwca 2004(dts)      | 31 października 2005(dts) |
| Minister nauki i informatyzacji                 |                         | Michał Kleiber                | 11 czerwca 2004(dts)      | 31 października 2005(dts) |
| Minister rolnictwa i rozwoju wsi                |                         | Wojciech Olejniczak (SLD)     | 11 czerwca 2004(dts)      | 31 maja 2005(dts)         |
| Minister infrastruktury                         |                         | Krzysztof Opawski             | 11 czerwca 2004(dts)      | 31 października 2005(dts) |
| Minister polityki społecznej                    | Krzysztof Pater         | 11 czerwca 2004(dts)          | 24 listopada 2004(dts)    |                           |
| Minister finansów                               | Andrzej Raczko          | 11 czerwca 2004(dts)          | 21 lipca 2004(dts)        |                           |
| Minister sprawiedliwości                        | Marek Sadowski          | 11 czerwca 2004(dts)          | 6 września 2004(dts)      |                           |
| Minister edukacji narodowej i sportu            | Mirosław Sawicki        | 11 czerwca 2004(dts)          | 1 września 2005(dts)      |                           |
| Minister edukacji narodowej                     | Mirosław Sawicki        | 1 września 2005(dts)          | 31 października 2005(dts) |                           |
| Minister skarbu państwa                         | Jacek Socha             | 11 czerwca 2004(dts)          | 31 października 2005(dts) |                           |
| Minister środowiska                             | Jerzy Swatoń            | 11 czerwca 2004(dts)          | 25 kwietnia 2005(dts)     |                           |
| Minister obrony narodowej                       |                         | Jerzy Szmajdziński (SLD)      | 11 czerwca 2004(dts)      | 31 października 2005(dts) |
| Minister zdrowia                                |                         | Marek Balicki (SDPL)          | 15 lipca 2004(dts)        | 31 października 2005(dts) |
| Minister finansów                               |                         | Mirosław Gronicki             | 21 lipca 2004(dts)        | 31 października 2005(dts) |
| Minister sprawiedliwości                        | Andrzej Kalwas          | 6 września 2004(dts)          | 31 października 2005(dts) |                           |
| Minister spraw zagranicznych                    | Adam Rotfeld            | 5 stycznia 2005(dts)          | 31 października 2005(dts) |                           |
| Minister gospodarki i pracy                     |                         | Jacek Piechota (SLD)          | 31 marca 2005(dts)        | 31 października 2005(dts) |
| Minister środowiska                             |                         | Tomasz Podgajniak             | 24 maja 2005(dts)         | 31 października 2005(dts) |
| Minister rolnictwa i rozwoju wsi                |                         | Józef Pilarczyk (SLD)         | 31 maja 2005(dts)         | 31 października 2005(dts) |

## W dniu zaprzysiężenia 11 czerwca 2004
- Marek Belka (SLD) – prezes Rady Ministrów, przewodniczący Komitetu Integracji Europejskiej
- Jerzy Hausner (SLD) – wiceprezes Rady Ministrów, minister gospodarki i pracy
- Izabela Jaruga-Nowacka (UP) – wiceprezes Rady Ministrów, minister-członek Rady Ministrów
- Włodzimierz Cimoszewicz (SLD) – minister spraw zagranicznych
- Sławomir Cytrycki (SLD) – minister-członek Rady Ministrów
- Marian Czakański (bezpartyjny) – minister zdrowia
- Waldemar Dąbrowski (bezpartyjny) – minister kultury
- Ryszard Kalisz (SLD) – minister spraw wewnętrznych i administracji
- Michał Kleiber (bezpartyjny) – minister nauki i informatyzacji
- Wojciech Olejniczak (SLD) – minister rolnictwa i rozwoju wsi
- Krzysztof Opawski (bezpartyjny) – minister infrastruktury
- Krzysztof Pater (bezpartyjny) – minister polityki społecznej
- Andrzej Raczko (bezpartyjny) – minister finansów
- Marek Sadowski (bezpartyjny) – minister sprawiedliwości
- Mirosław Sawicki (bezpartyjny) – minister edukacji narodowej i sportu
- Jacek Socha (bezpartyjny) – minister skarbu państwa
- Jerzy Swatoń (bezpartyjny) – minister środowiska
- Jerzy Szmajdziński (SLD) – minister obrony narodowej

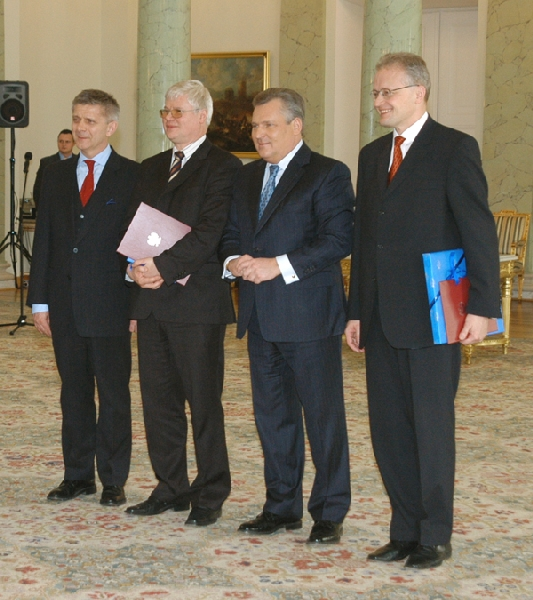
Uroczysta zmiana w składzie rządu, Pałac Prezydencki 30 marca 2005. Od lewej: premier Marek Belka, odchodzący minister Jerzy Hausner, prezydent Aleksander Kwaśniewski, nowo mianowany minister Jacek Piechota

## Prace rządu
- 29 października 2004 premier i minister spraw zagranicznych w Rzymie podpisali w imieniu Rzeczypospolitej Traktat ustanawiający Konstytucję dla Europy